# Бурятия
Република Бурятия (на бурятски: Буряад Улас, на руски: Республика Бурятия) е един от субектите в състава на Руската федерация. Влиза в състава на Сибирския федерален окръг и Източносибирския икономически район. Площ 351 334 km2 (14-о място, 2,05%), население на 1 януари 2017 г. 984 134 души (55-о място, 0,67%). Столица е град Улан Уде. Разстояние от Москва до Улан Уде — 5532 km.

## История
През 1703 г. Бурятия съгласно договор, подписан с Петър I, доброволно влиза в състава на Московското царство. На 30 май 1923 г. е създадена Бурят-Монголска АССР в състава на РСФСР. През 1937 г. от състава на Бурятия са извадени Уст Ординският бурятски автономен окръг и Агинският бурятски автономен окръг. На 7 юли 1958 г. е преобразувана в Бурятска АССР, а от 27 март 1992 г. Република Бурятия е в състава на Руската федерация.

## Географска характеристика

### Географско положение, граници, големина
Република Бурятия се намира в южната част на Източен Сибир, в Задбайкалието, на източния и югоизточния бряг на езерото Байкал. На юг граничи с Монголия, на запад с Република Тува, на северозапад и север с Иркутска област, на изток и югоизток със Забайкалски край. В тези си граници Република Бурятия има площ от 351 334 km2, което представлява 6,86% от територията на Русия и 15-о място по големина.

### Релеф
Република Бурятия е предимно планинска страна, равнинните участъци са малко и са разположени на около 500 – 700 m н.в. (най-ниската точка на Бурятия е крайбрежието на езерото Байкал, намиращо се на 455 m н.в.). Като цяло планините превишават четири пъти площта на равнините. По характера на релефа Бурятия се дели на няколко региона. Централната и южната част на страната е заета от Селенгинските планини с хребетите Цаган-Дабан, Цаган-Хуртей, Загански и др. с височини до 1200 – 1700 m. На запад се простират крайните източни хребети на планината Източен Саян, като тук се намира най-високата точка на Бурятия – връх Мунку-Сардък 3491 m.. Източно от езерото Байкал в пределите на Бурятия попада западната и северна част на Байкалската планинска област с хребетите Хамар-Дабан, Улан-Бургаси, Баргузински, Байкалски, Икатски и Морски с височини до 2000 – 2500 m. В североизточната част се простират краните западни хребети (Южномуйски, Северомуйски, Удокан и Калар) на Становата планинска земя. Крайните северни части на републиката попадат в източната периферия на Витимското плато с преобладаващи височини 1000 – 1200 m. В пределите на тези планински системи се намират обширни междупланински котловини: Гусиноозерска, Удинска, Баргузинска, Горноангарска, Муйско-Куандинска, Тункинска, Окинска и др. В някои от тях са разположени степни, лесостепни и алувиални участъци, явяващи се основни селскостопански райони на Бурятия. Страната попада в иглолистната, лесостепната и степната зона, а в крайните ѝ северни части е разпространена зоната на вечно замръзналата почва.

### Полезни изкопаеми
Най-известните находища са Джидинско (волфрам, молибден и злато); Озерно и Холодинско (полиметали); Гусиноозерско, Тунгуско и Ахаликско (кафяви въглища); Ошурковско (апатити); Молодежно (азбест). Освен това има още находища на желязна руда, нефелинови сиенити, боксит, графит, химически чист мрамор и др.

### Климат
Страната се намира в умерения климатичен пояс и има рязко континентален климат. Зимата е продължителна, мразовита, без ветрове и малко снегове. Лятото е кратко и топло. Средна януарска температура -25,5 °C, средна юлска +17,6 °C. За селскостопанските култури са опасни ранните есенни слани, които се появяват през втората половина на месец август. Средното годишно количество на валежите в повечето селскостопански райони на Бурятия (в долините на реките Селенга, Уда, Баргузин и др.) са около 250 – 300 mm, а в планините – от 300 до 500 mm. В основните земеделски райони (основно по долините на реките) броят на дните с температера над 5 °C е 150 – 160.

### Води
Речната система на страната е сравнително добре развита. Реките течащи по нейната територия се отнасят към водосборните басейни на реките Енисей, вливаща се в Карско море и Лена, вливаща се м море Лаптеви. В Бурятия има 32 603 реки с обща дължина 152 186 km. Разположението на речната мрежа е тясно свързана с разположението на планинските хребети, възвишенията и котловините. За повечето големи и средни реки в републиката са характерни многократните изменения на направлението на теченията им под прав ъгъл, а също и редуването на проломни участъци при пресичането на хребети и възвишения. По източника на подхранването си реките на Бурятия се делят на реки с ясно изразено дъждовно подхранване (до 80%, основно в най-южната част на страната), равно дъждовно и снежно подхранване и с преобладаване на снежното (основно реките в северната част). Обикновено реките на Бурятия замръзват в края на октомври или началото на ноември, а се размразяват в края на април или началото на май.
Основните реки принадлежащи към водосборния басейн на река Енисей, в случая водосборния басейн на езерото Байкал са: Селенга с притоците си Хилок, Чикой, Джида и Уда, реките Баргузин и Горна Ангара, вливащи се в Байкал и реките Иркут и Ока леви притоци на Ангара.
Към Ленския водосборен басейн принадлежат реките: Витим, Чуя и Чая, вливащи се директно в Лена, Конда, Ципа и Мама (притоци на Витим) и Амалат (приток на Ципа).
На територията на Бурятия се намират над 35 хил. езера и изкуствени водоеми с обща площ около 1795 km2 (без акваторията на езерото Байкал), а заедно с него – около 23 хил.km2. На територията на страната попада по-голямата част от площта на езерото Байкал и около 60% от бреговата му линия. Блатата и заблатените територии заемат значителни пространства в големите медупланински котловини, в делтата на река Селенга и на Витимското плато.

### Почви, растителност
Най-разпространените почви в страната са подзолистите. В лесостепните и степни райони на Централна и Южна Бурятия, по долината на река Баргузин и в Тункинската котловина – тъмно сивите горски почви и разновидности на кафявите горски и черноземни почви.
Северните и западните райони на Бурятия са покрити с гъсти иглолистни гори, а южните и централни части – със степна и лесостепна растителност. По северните склонове на хребетите в Задбайкалието расте предимно лиственица с примеси от кедрови и смърчово-кедрови гори. По южните склонове – бор и сухолюбиви храсти. Степната растителност се простира до 900 – 1000 m н.в., след това следва горския пояс и в зависимост от изложението на склоновете достига до 1500 – 1600 m по северните и до 2200 m по южните. В северната и северозападна част на Бурятия нагоре от горския пояс следва субалпийския пояс представен от клек и мъхово-лишейна тундра. Широколистни гори (бреза, осика, топола, елша и др.) се срещат на отделни места като малки горички, основно по долините на реките.

## Население
Населението наброява 984 134 души (2017 г.), което представлява 2,83% от населението на Русия и нарежда републиката по този показател на 7-о място. Урбанизацията на населението е 59,62%.
Националният състав на населението е следният:
- руснаци – 64,9%;
- буряти – 29,5%;
- украинци – 0,7%;
- татари – 0,7%;
- евенки – 0,3%.

## Административно-териториално деление
В административно-териториално отношение Република Бурятия се дели на: 2 републикански градски окръга, 21 муниципални района (аймаци), 6 града, в т.ч. 2 града с републиканско подчинение (Улан Уде и Северобайкалск) и 4 града с районно подчинение и 13 селища от градски тип.
| Административна единица      | Площ (km2) | Население (2017 г.) | Административен център | Население (2017 г.) | Разстояние до Улан Уде (в km) | Други градове и сгт с районно подчинение |
| ---------------------------- | ---------- | ------------------- | ---------------------- | ------------------- | ----------------------------- | ---------------------------------------- |
| Републикански градски окръзи |            |                     |                        |                     |                               |                                          |
| Северобайкалск               | 119        | 23 673              | гр. Северобайкалск     | 23 673              | 1048                          |                                          |
| Улан Уде                     | 348        | 431 922             | гр. Улан Уде           | 431 922             |                               |                                          |
| Муниципални райони           |            |                     |                        |                     |                               |                                          |
| 1. Баргузински               | 18 533     | 22 294              | с. Баргузин            | 5702                | 315                           | Уст Баргузин                             |
| 2. Баунтовски                | 66 816     | 8743                | с. Багдарин            | 4735                | 593                           |                                          |
| 3. Бичурски                  | 4491       | 23 233              | с. Бичура              | 9145                | 201                           |                                          |
| 4. Джидински                 | 8628       | 24 611              | с. Петропавловка       | 7346                | 240                           | Джида                                    |
| 5. Еравнински                | 25 600     | 17 211              | с. Сосново-Озерско     | 6128                | 296                           |                                          |
| 6. Заиграевски               | 6602       | 51 251              | сгт Заиграево          | 5362                | 65                            | Онохой                                   |
| 7. Закаменски                | 15 345     | 26 091              | гр. Закаменск          | 11 249              | 420                           |                                          |
| 8. Иволгински                | 2068       | 52 227              | с. Иволгинск           | 7382                | 29                            |                                          |
| 9. Кабански                  | 13 537     | 57 094              | с. Кабанск             | 6038                | 113                           | гр. Бабушкин, Каменск, Селенгинск        |
| 10. Кижингински              | 7871       | 15 112              | с. Кижинга             | 6373                | 197                           |                                          |
| 11. Курумкански              | 12 491     | 13 852              | с. Курумкан            | 5465                | 411                           |                                          |
| 12. Кяхтински                | 4663       | 37 465              | гр. Кяхта              | 20 013              | 235                           | Наушки                                   |
| 13. Муйски                   | 25 164     | 10 264              | сгт Таксимо            | 8114                | 1434                          | Северомуйск                              |
| 14. Мухоршибирски            | 4532       | 23 413              | с. Мухоршибир          | 5162                | 120                           |                                          |
| 15. Окински                  | 25 594     | 5470                | с. Орлик               | 2555                | 770                           |                                          |
| 16. Прибайкалски             | 15 472     | 26 756              | с. Турунтауво          | 5901                | 57                            |                                          |
| 17. Северобайкалски          | 53 991     | 12 262              | сгт Нижнеангарск       | 4520                | 1028                          | Кичера, Новий Уоян, Янчукан              |
| 18. Селенгински              | 8269       | 42 605              | гр. Гусиноозерск       | 23 280              | 110                           |                                          |
| 19. Тарбагатайски            | 3304       | 20 509              | с. Тарбагатай          | 4308                | 50                            |                                          |
| 20. Тункински                | 11 800     | 20 795              | с. Кирен               | 5275                | 490                           |                                          |
| 21. Хорински                 | 13 431     | 17 281              | с. Хоринск             | 8138                | 165                           |                                          |

## Икономика

### Промишленост
Развити са машиностроенето, електроенергетиката, топливната, дърводобивната и дървообработващата промишленост, производството на строителни материали, леката и хранително-вкусовата промишленост.

### Селско стопанство
Републиката е специализирана в отглеждането на зърнени култури, картофи, зеленчуци. Развито е отглеждането на овце, кози, свине, птици и коне.
| хиляди хектара | 846 | 767,8 | 551,1 | 361,6 | 221,8 | 192,8 | 154 |